# Michael Fuchs (Torwarttrainer)
Michael Fuchs (* 4. Januar 1970 in Nürnberg) ist ein deutscher Fußball-Torwarttrainer mit A-Lizenz. Er betreut die deutsche Fußballnationalmannschaft der Frauen sowie die Juniorinnen.

## Laufbahn
Als Student spielte Michael Fuchs bei der zweiten Mannschaft des 1. FC Nürnberg und beim ESV Rangierbahnhof Nürnberg. Nebenbei trainierte er die Torhüter der Jugendmannschaften. Klaus Augenthaler holte ihn als Torwarttrainer zu den Profis. Von 2000 bis 2005 betreute er beim 1. FC Nürnberg unter anderem Andreas Köpke (2001) und Darius Kampa (2004).
Andy Köpke, inzwischen selbst Torwarttrainer der deutschen Fußballnationalmannschaft der Männer, vermittelte den angehenden Englisch- und Sport-Lehrer 2007 als möglichen Trainer für die Frauennationalelf. Diese hatte bis dato keinen fest angestellten Torwarttrainer. Nach einem Probeeinsatz beim Algarve-Cup 2007 erhielt er im April 2007 zunächst einen befristeten Vertrag bis November 2007, für den er sein Referendariat unterbrach.
Michael Fuchs wurde 2007 mit der Nationalmannschaft Weltmeister. Die von ihm betreute Nadine Angerer blieb während des gesamten Turniers mit sechs Spielen ohne Gegentreffer und konnte im Endspiel sogar einen Elfmeter halten. Sein Vertrag wurde zunächst bis Ende der U-20-Weltmeisterschaft 2008 verlängert.
Die Torwarttrainer der beiden Nationalmannschaften, Köpke und Fuchs, waren im April 2008 die Schirmherren des internationalen Torwart-Kongresses in Nürnberg.
Auch bei den weiteren Erfolgen der deutschen Fußballfrauen 2008 bei den Olympischen Spielen (Bronze) und Europameister 2009 war er beteiligt.
Von Februar bis Ende Mai 2010 schloss Fuchs sein Referendariat und damit seine Ausbildung zum Lehrer ab. In dieser Zeit übernahm der frühere Torhüter von Fortuna Düsseldorf, Jörg Daniel, das Amt als Torwarttrainer.
Bei der Weltmeisterschaft 2011 im eigenen Land war Fuchs wiederum im Einsatz.
Michael Fuchs ist nach eigener Aussage ein „Verfechter der modernen Schule der agierenden Torhüter“. Nach einem weiteren Zitat von ihm gibt es zwei Arten von Torhütern: „solche, die kein Tor kassieren wollen, und andere, die 'ins Spiel eingreifen'.“
Fuchs arbeitet mit Andreas Köpke und Raphael Schäfer zusammen, um sich Anregungen zu holen.
Außer der Betreuung der Frauennationalmannschaft bei allen Länderspielen hat er noch die Aufgabe, Spiele der Frauen-Bundesliga zu sichten, Trainings und Maßnahmen der Torhüterinnen-Stützpunkte durchzuführen und die Juniorinnen-Nationalmannschaften zu begleiten. Bei der Nachwuchsarbeit unterstützt ihn die frühere Nationaltorhüterin Silke Rottenberg. Fuchs agierte während der Frauenfußball-Weltmeisterschaft 2011 als Torwarttrainer der deutschen Fußballnationalmannschaft der Frauen im Dokumentarfilm 11 Freundinnen mit.
Nach den Olympischen Spielen 2016 kehrt Michael Fuchs als Torwarttrainer zum 1. FC Nürnberg zurück, wo er die Mannschaft in der zweiten Bundesliga betreut. Die Aufgabe übernahm er für zwei Jahre, anschließend kehrte er wieder in den Trainerstab der Frauennationalmannschaft zurück und verließ den FCN „auf eigenen Wunsch“.